# فوپولو
فوپولو (به ایتالیایی: Foppolo) یک کومونه در ایتالیا است که در استان برگامو واقع شده‌است.

## خصوصیات
فوپولو ۱۶٫۲ کیلومترمربع مساحت و ۲۰۶ نفر جمعیت دارد و ۱٬۶۱۵ متر بالاتر از سطح دریا واقع شده‌است.